# Перекриття Сенни

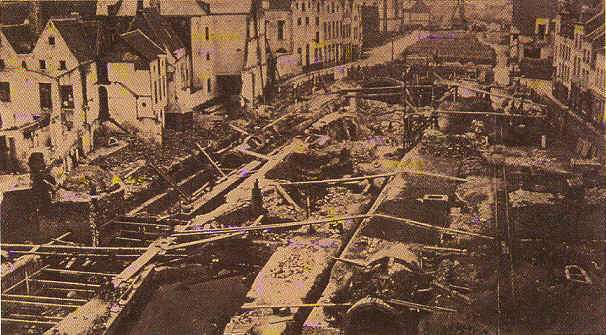
Роботи з перекриття Сенни

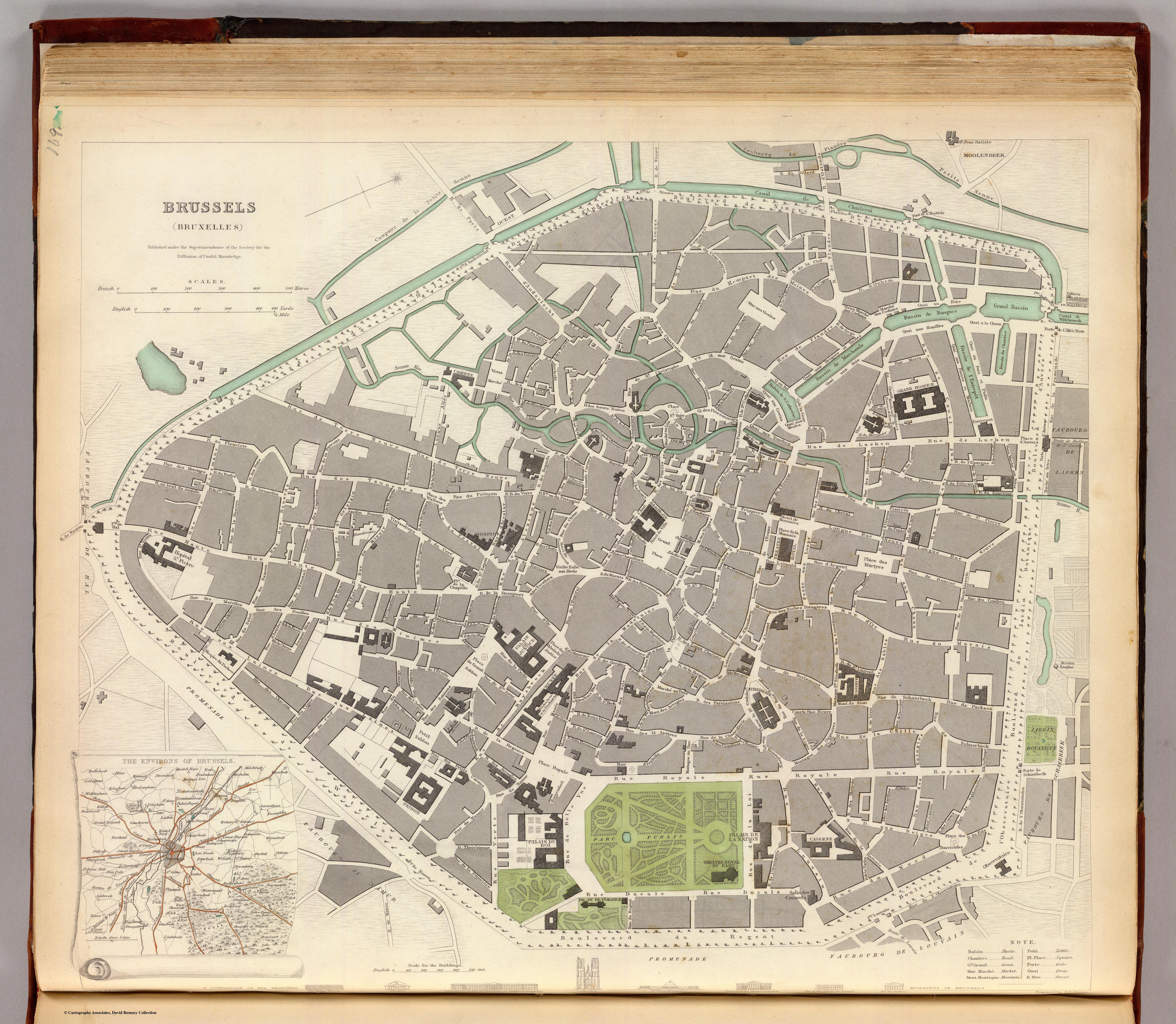
Карта центральної частини Брюсселя 1837 року, на якій показано річку Сенну

Перекриття Сенни (13 лютого 1867 — 1871; фр. le voûtement de la Senne, нід. de overwelving van de Zenne) колективом інженерів на чолі з Анрі Мо стало однією з важливих віх в історії Брюсселя, що відкрила шлях до архітектурно-логістичної модернізації міста. Тепер річку в межах міста приховують підземні труби. Над ними прокладені бульвари та магістралі.

## Історія
Сенна була історично головним водним шляхом невеликого середньовічного Брюсселя. Однак після 1830-го місто стало столицею об'єднаної Бельгії. Унаслідок індустріалізації та припливу мігрантів міста почало стрімко зростати. Інтенсивний промислово-побутовий водозабір спричинив падіння рівня води в річці, вона стала більш забрудненою та менш судноплавною. У робочих кварталах через брак ділянок безпосередньо над річкою надбудовували житлові комірчини на палях або у вигляді балконів. У річку звалювали сміття та зливали каналізацію. Сморід від обмілілої річки поширювався в радіусі кількох кілометрів. Раптові повені та наявність величезної кількості сліпих завулків у нетрях люмпен-пролетаріату ще більше ускладнювали екологічну ситуацію.

## Проєкти
Численні пропозиції висувалися з метою виправити цю проблему, й у 1865-му році мер Брюсселя Жюль Анспах обрав проєкт архітектора Леона Суїса, який запропонував укрити річку в труби та спорудити над нею низку чудових бульварів і громадських будівель. Проєкт був украй суперечливим, головно через його високу вартість, а також небезпеку соціального вибуху через руйнування традиційних кварталів робочого класу. Спочатку контракт на перекриття підписала британська компанія. Але після великих фінансових розкрадань контроль над проєктом повернув собі бельгійський уряд. Це дещо загальмувало хід проєкту, але він був загалом завершений до 1871 року. На місці Сенни з'явилися сучасні будівлі та бульвари сучасного Брюсселя, хоча місцями продовжували зберігатися невеликі ділянки непокритого русла. Проблему водного забруднення при цьому розв'язано  не було.

## Продовження
До 1930-х років подальше зростання міста змусило архітекторів замурувати річку вздовж усього її курсу в межах Брюссельської агломерації. Курс Сенни при цьому був змінений. У 1976-му тунелі річки, що вийшли з ужитку, було перетворено на лінії підземної системи Брюссельського трамвая. При цьому сучасне великомасштабне очищення стічних вод Брюсселя розпочалося тільки в березні 2007-го, коли в передмістях з'явилися дві станції обробки стічних вод, розраховані на 1.1 млн осіб.